# ベルント・グシュヴァイドゥル
ベルント・グシュヴァイドゥル（Bernd Gschweidl、1995年9月8日 - ）は、オーストリア・ニーダーエスターライヒ州シュトッケラウ出身のサッカー選手。元U-20オーストリア代表。ポジションはFW。

## 経歴
FCビサンベルクでサッカーを始め、2009年にサンクト・ペルテンのアカデミーに移籍。4年後の2013年、18歳でSVホルンに移籍し、2013-14シーズン、オーストリア・カップ初戦のFCハルト戦でデビュー。
翌年2014年にオーストリア・ブンデスリーガのSVグレーディヒに移籍。2014-15シーズン、オーストリア・カップ初戦のSVレオーベンドルフ戦で同クラブでのデビューを果たした。
2016年1月、オーストリア・ブンデスリーガ2部のSKNザンクト・ペルテンに移籍。同クラブの選手としてオーストリア・ブンデスリーガへの昇格を果たすものの、2016-17シーズンにオーストリア・ブンデスリーガ2部のSCウィーナー・ノイシュタットに移籍。同クラブの主力選手としてリーグ戦34試合に出場し8得点7アシストを決めた。
2017-18シーズンにオーストリア・ブンデスリーガのヴォルフスベルガーACと2018年6月までの契約を結び、移籍。
2019-20シーズンにオーストリア・ブンデスリーガのSCラインドルフ・アルタッハと2021年6月までの契約で移籍するが、シーズン途中の2020年1月にはオーストリア・ブンデスリーガ2部のSVリートへ移籍。14試合に出場し9得点2アシストを記録、同チームのオーストリア・ブンデスリーガ1部昇格に貢献した。
2021-22シーズン、SKNザンクト・ペルテンへの移籍が発表された。

## タイトル
AKAサンクト・ペルテン
- ÖFBユーゲントリーガ U16 得点王:1回（2011）

SKNザンクト・ペルテン
- オーストリア・ブンデスリーガ2部 優勝:1回（2016）

SVリート
- オーストリア・ブンデスリーガ2部 優勝:1回（2020）